# دانشگاه آتاترک

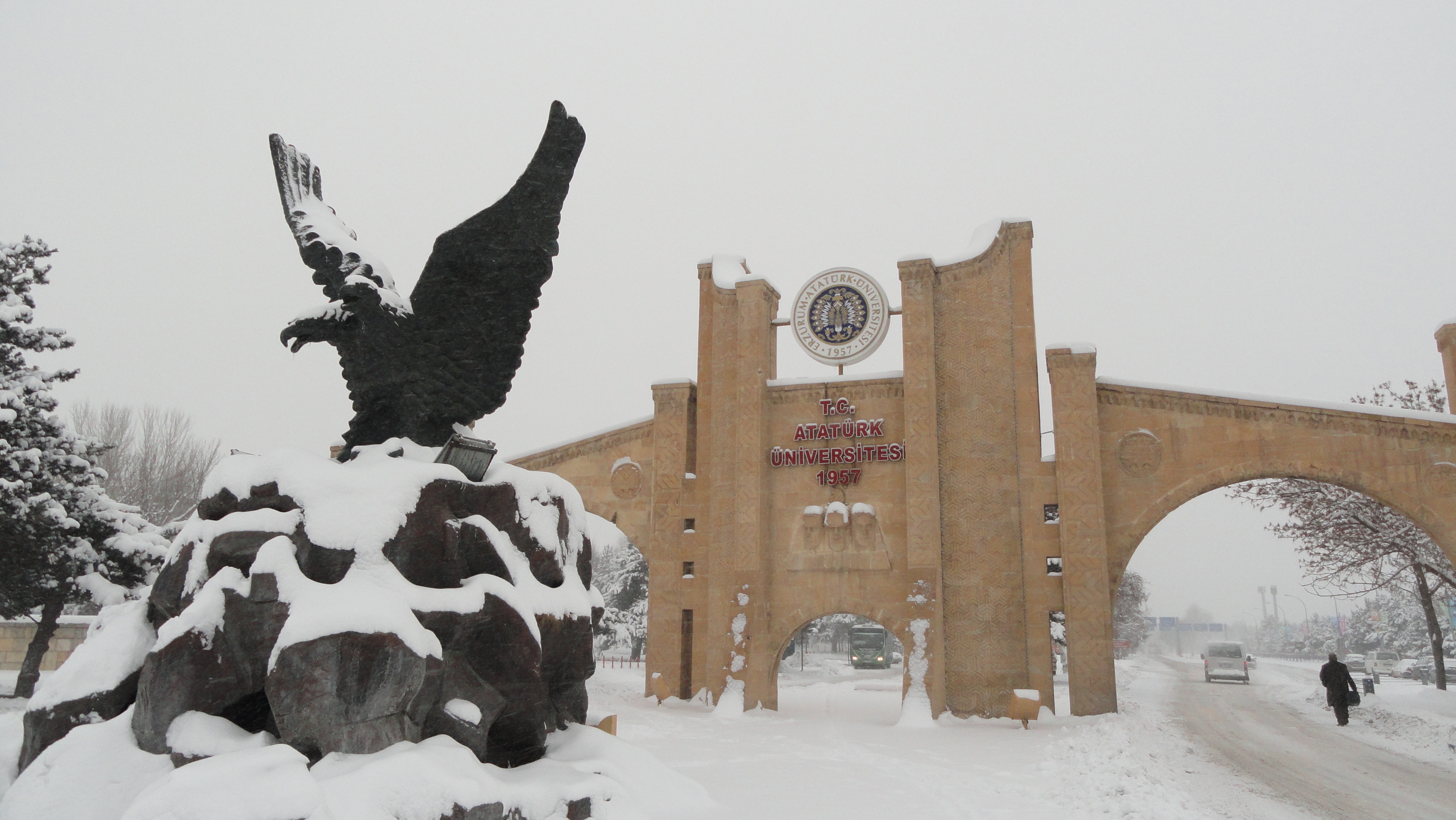
دانشگاه آتاترک

سعید شعبانی پس از گذراندن در [سینمای جوانان ایران] وارد دانشگاه هنر شد و پس از فارغ التحصیلی از دانشگاه واحد۳۸ حکیم در مقطع MBA فلسفه هنر و در مقطع DBA ( دکتری پژوهش هنر) مدرس دانشگاه ابن سینا شد.   

## اسکان و تغذیه
بر اساس گزارش ثبت نام سال ۲۰۰۰ این دانشگاه، تنها دانشگاه در ترکیه است که مشکل خوابگاه برای دانشجویان خود ندارد.

## تکنولوژی
دانشگاه آتاترک با دارا بودن ۱۵۰ آزمایشگاه پیشرفته، یک مرکز علمی مدرن محسوب می‌شود. و دارای چندین دانشکده و کالج است.

## خدمات بهداشتی
دانشجویان در مرکز بهداشتی، فرهنگی و ورزشی دانشگاه معاینه می‌شوند و در صورت نیاز، به بیمارستان تحقیقاتی دانشگاه معرفی می‌شوند. خدمات دندانپزشکی در دانشکده دندانپزشکی انجام می‌شود.

## ورزش
این دانشگاه، دارای یک سالن ورزشی سربسته، ۳ سالن باز و تعدادی میدان ورزشی برای بازی‌های فوتبال، است

## رشته‌های تحصیلی دانشگاه
رشته‌های موجود در این دانشگاه عبارتند از:
- دانشکده دندانپزشکی
- دانشکده داروسازی
- مدرسه عالی بهداشت ارزروم: مامایی، پرستاری
- دانشکده علوم پایه و ادبیات: زبان و ادبیات آلمانی، زبان و ادبیات عرب، بیولوژی، جغرافیا، زبان و ادبیات فارسی، فلسفه، فیزیک، زبان و ادبیات فرانسه، زبان و ادبیات انگلیسی، شیمی، باستان‌شناسی کلاسیک، ریاضیات، تاریخ صنعت، جامعه‌شناسی، تاریخ، زبان و ادبیات ترک
- دانشکده هنرهای زیبا
- دانشکده زمین‌شناسی آلتو
- مدرسه عالی پرستاری
- دانشکده اقتصاد و علوم اداری: اقتصاد، مدیریت
- دانشکده الهیات: الهیات، دبیری فرهنگ دینی و علم اخلاق دوره ابتدایی
- دانشکده ارتباطات: رادیو، تلویزیون و سینما
- دانشکده تربیت معلم کاظم کارابکیر: دبیری: زبان آلمانی، رایانه و تکنولوژی آموزشی، بیولوژی، جغرافیا، گروه فلسفه، علوم پایه